# Mulrany
Mulrany is een plaats in het Ierse graafschap County Mayo.